# Shirley Knight
Shirley Knight   (Goessel, 5 de juliol de 1936 - San Marcos, 22 d'abril de 2020) fou una actriu estatunidenca.

## Biografia
Les seves pel·lícules més famoses són The Group (1966) de Sidney Lumet, Petulia  (1968) de Richard Lester, The Rain People  (1969) de Francis Ford Coppola i Millor, impossible  (1997) de James L. Brooks. També és coneguda per la seva interpretació de Necie a Divine Secrets of the Ya-Ya Sisterhood  (2002).
Knight va treballar molt més al teatre que al cinema, com ho demostren obres com The Three Sisters, We Have Always Lived in a Castle, A Lovely Sunday for Creve Coeur i Kennedy's Children, que li va suposar el Premi Tony a la millor actriu. Fou nominada per segona vegada a un premi Tony per The Young Man from Atlanta.
Sovint treballava per a la televisió fent petits papers en sèries de TV com Desperate Housewives, Law & Order, Dr. House - Medical Division, Crossing Jordan, ER i Cold Case. Però la interpretació de la televisió més aclamada de Knight va ser la de The Indictment: The McMartin Trial, film per la TV del 1995, que la va fer guanyar el premi Emmy a la millor actriu secundària en una minisèrie o pel·lícula feta per a la televisió i el Globus d'Or a la millor actriu secundària en una sèrie, mini-sèrie o pel·lícula feta per a la televisió. En el mateix any va guanyar un altre Emmy com a actriu convidada per Policies de Nova York. Ja havia guanyat un altre el 1988 en la mateixa categoria per thirtisomething.
Va ser nominada dues vegades per l'Oscar a la millor actriu secundària el 1961 per The Dark at the Top of the Stairs i el 1963 per Dolç ocell de joventut amb Paul Newman i Geraldine Page.
Es va casar dues vegades, amb Gene Persson entre el 1959 i el 1969 (l'any del divorci) i amb John Hopkins des del 1969 al 1998 (l'any de la seva mort).

## Filmografia
Filmografia:

### Televisió
- 1958: Buckskin (sèrie TV): Mrs. Newcomb
- 1967: The Outsider (TV): Peggy Leydon
- 1968: Shadow Over Elveron (TV): Joanne Tregaskis
- 1968: The Counterfeit Killer (TV): Angie Peterson
- 1968: Majesty (TV): Emily
- 1968: Petúlia
- 1973: The Lie (TV)
- 1974: The Country Girl (TV): Georgie Elgin
- 1975: Friendly Persuasion (TV): Eliza Birdwell
- 1975: Medical Story (TV): Phyllis Lenahan
- 1976: Return to Earth (TV): Joan Aldrin
- 1976: 21 hores a Múnic (telefilm)
- 1978: The Defection of Simas Kudirka (TV): Genna Kudirka
- 1979: Champions: A Love Story (TV): Barbara Harlich
- 1980: Playing for Time (TV): Frau Lagerfuhrerin Maria Mandel
- 1984: With Intent to Kill (TV): Edna Reinecker
- 1984: Sweet Scent of Death (TV): Ann Denver
- 1987: Billionaire Boys Club (TV): mare de Joe Hunt
- 1991: Bump in the Night (TV): Katie
- 1991: Shadow of a Doubt (TV): Mrs. Potter
- 1991: To Save a Child (TV): Rinda
- 1993: When Love Kills: The Seduction of John Hearn (fulletó TV): Edna Larson
- 1993: Angel Falls (sèrie TV): Edie Wren Cox
- 1993: A Mother's Revenge (TV): Bess Warden
- 1994: Hoggs' Heaven (TV): Mom
- 1994: Baby Brokers (TV): Sylvia
- 1994: The Yarn Princess (TV): Esther
- 1994: A Part of the Family (TV): Martha
- 1995: Dad, the Angel & Me (TV): Betty
- 1995: Fudge-A-Mania (TV): Mrs. A
- 1995: Children of the Dust (TV): Tia Bertha
- 1995: Indictment: The McMartin Trial (TV): Peggy Buckey
- 1996: Stolen Memories: Secrets from the Rose Garden (TV): Sally Ann
- 1996: A Promise to Carolyn (TV): Jolene Maggart
- 1996: If These Walls Could Talk (TV): Mary Donnelly (segment "1952")
- 1996: The Uninvited (TV): Delia
- 1996: Mary & Tim (TV): Esther Melville
- 1996: Dying to Be Perfect: The Ellen Hart Pena Story (TV): Joan Hart
- 1997: Convictions (TV): Margaret
- 1998: The Wedding (TV): Gram (Miss Caroline)
- 1998: A Father for Brittany (TV): Donna Minkowitz
- 1998: Maggie Winters (sèrie TV): Estelle Winters
- 1998: A Marriage of Convenience (TV): Harriet Winslow
- 2001: My Louisiana Sky (TV): Jewel
- 2002: Shadow Realm (TV): Mrs. Finch
- 2003: Mrs. Ashboro's Cat (TV): Mrs. Ashboro
- 2005-2007: Desperate Housewives: Temporada 4: Phyllis Van De Kamp

### Cinema
- 1955: Picnic: Bit part
- 1959: Five Gates to Hell: Sister Maria
- 1960: Imperi de titans (Ice Palace): Grace Kennedy
- 1960: A dalt de l'escala és fosc (The Dark at the Top of the Stairs): Reenie Flood
- 1962: The Couch: Terry
- 1962: Dolç ocell de joventut (Sweet Bird of Youth): Heavenly Finley
- 1962: House of Women: Erica Hayden
- 1964: Vol des d'Ashiya (Flight from Ashiya): Caroline Gordon / Stevenson
- 1966: Un grup de dones (The Group): Polly Andrews
- 1967: Dutchman: Lula
- 1968: Petulia: Polo
- 1969: Gent de pluja (The Rain People): Natalie Ravenna
- 1971: Secrets: Beatrice
- 1974: L'enigma Juggernaut (Juggernaut): Barbara Banister
- 1979: Més enllà de l'aventura del Posidó (Beyond the Poseidon Adventure): Hannah Meredith
- 1981: Prisoners: Virginia
- 1981: Endless Love de Franco Zeffirelli: Ann Butterfield
- 1982: The Sender: Jerolyn
- 1994: The Secret Life of Houses: Tia Fergie
- 1994: Benders: Donna
- 1994: El color de la nit (Color of Night): Edith Niedelmeyer
- 1994: Death In Venice, CA: Mona Dickens
- 1996: Diabolique: Edie Danziger
- 1995: Stuart Saves His Family: Mom Smalley
- 1996: Somebody Is Waiting: Irma Cill
- 1997: Little Boy Blue: Doris Knight
- 1997: Millor, impossible (As Good as It Gets): Beverly Connelly
- 1998: The Man Who Counted: Grace Postlewait
- 2000: 75 Degrees in July: Jo Beth Anderson
- 2001: The Center of the World
- 2001: Mirada d'àngel (Angel Eyes): Elanora Davis
- 2002: El mar de Salton (The Salton Sea): Nancy Plummer
- 2002: P.S. Your Cat Is Dead: Tia Claire
- 2002: El clan Ia-Ia (Divine Secrets of the Ya-Ya Sisterhood): Necie Rose Kelleher
- 2003: Fly Cherry: Miss Christina
- 2003: A House on a Hill: Mercedes Mayfield
- 2005: Thanks to Gravity: Lea
- 2005: Open Window: Ann
- 2005: Sexual Life: Joanna
- 2005: To Lie in Green Pastures: Peggy
- 2005: Locked In: Marianne
- 2006: Grandma's Boy: Bea
- 2009: The Private Lives of Pippa Lee
- 2014: Mercy de Peter Cornwell: Àvia

## Premis i nominacions

### Premis
- 1967: Copa Volpi per la millor interpretació femenina per Dutchman
- 1988: Primetime Emmy a la millor actriu convidada en sèrie dramàtica per thirtysomething
- 1995: Primetime Emmy a la millor actriu convidada en sèrie dramàtica per NYPD Blue
- 1995: Primetime Emmy a la millor actriu secundària en minisèrie o especial per Indictment: The McMartin Trial
- 1996: Globus d'Or a la millor actriu secundària en sèrie, minisèrie o telefilm per Indictment: The McMartin Trial

### Nominacions
- 1961: Oscar a la millor actriu secundària per The Dark at the Top of the Stairs
- 1961: Globus d'Or a la millor actriu secundària per The Dark at the Top of the Stairs
- 1963: Oscar a la millor actriu secundària per Dolç ocell de joventut
- 1963: Globus d'Or a la millor actriu secundària per Dolç ocell de joventut
- 1981: Primetime Emmy a la millor actriu secundària en sèrie o especial per Playing for Time
- 1989: Primetime Emmy a la millor actriu convidada en sèrie dramàtica per L'equalitzador
- 1990: Primetime Emmy a la millor actriu convidada en sèrie dramàtica per thirtysomething
- 1992: Primetime Emmy a la millor actriu en sèrie dramàtica per Law & Order
- 2006: Primetime Emmy a la millor actriu convidada en sèrie còmica per Desperate Housewives